# 北九州市議会
北九州市議会（きたきゅうしゅうしぎかい）は、福岡県の政令指定都市である北九州市の議会。

## 概要
- 定数：57人
- 任期：4年（北九州市の誕生日である2月10日を起点とする4年間）
- 選挙区：各行政区を選挙区とする中選挙区制（単記非移譲式）
- 議長：鷹木研一郎（自民党・無所属の会）、
- 副議長：成重正丈（公明党）
- 施設：市議会は北九州市役所の議会棟にある。

## 会派
| 会派名 (一般的な名称及び表示）                                   | 議員数      | 所属党派                          | 女性議員数 | 女性議員の比率(%) |
| ---------------------------------------------------------------- | ----------- | --------------------------------- | ---------- | ----------------- |
| 北九州市議会 自由民主党・無所属の会議員団 （自民党・無所属の会） | 14          | 自由民主党13・無所属1             | 0          | 0                 |
| 北九州市議会 公明党議員団 （公明党）                             | 13          | 公明党                            | 3          | 23.08             |
| ハートフル北九州市議会議員団 （ハートフル北九州）                | 11          | 立憲民主党7・国民民主党1・無所属3 | 4          | 36.36             |
| 日本共産党北九州市議団 （日本共産党）                            | 8           | 日本共産党                        | 2          | 25                |
| 日本維新の会 （日本維新の会）                                    | 3           | 日本維新の会                      | 1          | 33.33             |
| 自民・北九州市民クラブ （自民市民）                              | 2           | 自由民主党2                       | 0          | 0                 |
| 井上しんご （井上しんご）                                        | 1           | 無所属                            | 0          | 0                 |
| 村上さとこ （村上さとこ）                                        | 1           | 無所属                            | 1          | 100               |
| 北九州・若松を愛する会 （若松を愛する会）                        | 1           | 無所属                            | 0          | 0                 |
| 変革と未来 （変革と未来）                                        | 1           | 無所属1                           | 1          | 100               |
| 計                                                               | 55（欠員2） |                                   | 12         | 21.05             |

（2024年12月1日現在）

### 変遷
自民党は無所属で当選した7人のうち八幡西区で当選した1人を選挙後に追加公認したものの、2015年北九州市長選挙によるいざこざで会派を離れその後引退した現職（三原征彦）の後を継いだ息子で選挙の当事者（三原朝利 叔父は衆議院議員・三原朝彦）が会派に加わらず、当選時は1人会派を結成した。（のち2018年に自由民主党会派に合流した。）公明党は初の第2会派となる。これにより副議長は公明党の定席となった。「市民の会」は前回選挙で旧みんなの党公認として当選した2人（佐藤栄作、吉村太志）による会派（のち2018年に自由民主党会派に合流した）。
2018年、ハートフル北九州の社民党議員が党除名処分を受けたことにより、北九州市議会から社民党議員はゼロとなった。
2019年1月、共産党市議（小倉北区選出）が県議会選挙に立候補のため辞任。共産党は議席を減らし欠員1名となった。
2019年4月、統一地方選挙と同時に北九州市議会議員選挙（小倉北区補選）が行われ、2017年選挙では、2年以上議会を欠席して、約3,100万円を受領し批判を浴び落選した自民党議員が当選した。
2019年5月、自由民主党会派が、自由民主党・無所属の会議員団（自由民主党）と自民の会に分裂した。会派の運営手法を巡っては同世代や若手の議員らに不満がくすぶっていたことや、さらに6人いる4期の議員らの議長の座を巡る思惑も絡んだものと言われている。公明党は自民党会派が分裂したことにより自民党会派と並んで第1会派となった。
2019年6月、会派「希望と未来」は会派名を「村上さとこ」に変更した。
2021年北九州市議会議員選挙では、自民が大きく議席を減らした一方、立憲民主や維新が勢力を伸ばした。現職２２人全員の当選を目指した自民党は議長経験者２人を含む６人が議席を失った。公明、共産は現有議席を維持したものの、得票率を下げた。
2022年9月14日、「自民の会」が解散し、「自由民主党・無所属の会議員団」に加わる形で合流。12月2日、2023年北九州市長選挙への対応をめぐり、「自由民主党・無所属の会」会派として津森洋介の支援を決定したことに所属議員2人が異を唱え、同会派を退会した上で新たに「自民党・市民が市長をつくる北九州未来市議団」（略称：自民未来）を発足、「変革と成長」が解散しこれに合流したことで、「自民未来」は「日本維新の会」と並ぶ第5会派となった。
2023年8月、「自民未来」会派が「変革と未来」に名称変更。同年10月、前述の「自民党・無所属の会」から「自民未来（変革と未来）」に移籍した2議員が第50回衆議院議員総選挙への出馬に伴い会派を離脱、「変革と未来」が旧「変革と成長」と同じ構成で1人会派となる。
同年12月、「自民党・無所属の会」から2議員が退会し、新たに「自民・北九州市民クラブ」（略称：自民市民）を結成。前述の市長選挙を巡り、自民党推薦候補を破って当選した市長の武内和久と自民党市議団との間にしこりがあり、新会派を結成した市議の井上秀作は「良い部分は後押しし、悪い部分は修正する是々非々の会派に」「改選後は私たちと似たような考えの人たちを取り込んでいきたい」と述べている。
2025年北九州市議会議員選挙では、武内が提案した旧門司駅の遺構の一部移転方針を巡る対立など武内市政が争点の1つとなり、市長との連携を訴える新人が相次ぎ落選した一方、反武内派の重鎮である自民党の片山尹が返り咲きを果たすなどした。

## 議員報酬等
| 役職   | 報酬             | 政務活動費  |
| ------ | ---------------- | ----------- |
| 議長   | 月額 109万0000円 | 月額 35万円 |
| 副議長 | 月額 98万0000円  | 月額 35万円 |
| 議員   | 月額 88万0000円  | 月額 35万円 |

- 別途、年2回期末手当あり
- 政務活動費の残金は市に返還する義務がある
- 議員年金は2011年（平成23年）6月1日で廃止されている

## 選挙区・定数の推移
北九州市議会の選挙制度は、各行政区を選挙区とする中選挙区制（単記非移譲式）である。数字が太字のものは現行定数。
| 選挙区 | 選挙区     | 門司 | 小倉北 | 小倉南 | 若松 | 八幡東 | 八幡西 | 戸畑 | 合計 |
| ------ | ---------- | ---- | ------ | ------ | ---- | ------ | ------ | ---- | ---- |
| 選挙日 | 2021/01/31 | 6    | 11     | 12     | 5    | 4      | 15     | 4    | 57   |
| 選挙日 | 2017/01/29 | ↓6   | ↓11    | 12     | ↓5   | ↓4     | 15     | 4    | 57   |
| 選挙日 | 2013/01/27 | 7    | 12     | 12     | 6    | 5      | 15     | 4    | 61   |
| 選挙日 | 2009/01/25 | ↓7   | ↓12    | ↑12    | 6    | ↓5     | 15     | ↓4   | 61   |
| 選挙日 | 2005/01/30 | 8    | 13     | 11     | 6    | 6      | 15     | 5    | 64   |

- 北九州市発足当時、合併特例が適用され旧5市の議員が2年間そのまま北九州市議会を構成した。東京都議会議員選挙と同じく統一地方選挙の中間年に行われている。
- 1965年 - 初の選挙実施
- 1977年 - 旧小倉区・旧八幡区を分割後3年弱を経て初の選挙実施
- 2009年 - 人口減に対応し総定数削減（1増4減）、小倉の「南北逆転現象」解消の一歩を踏み出す
- 2017年 - 更なる総定数削減（0増4減）

## 歴代議長
特記なき場合「歴代正副議長一覧」による。
| 代 | 氏名       | 会派               | 就任          | 退任          | 備考 |
| -- | ---------- | ------------------ | ------------- | ------------- | ---- |
| 1  | 河内定一   | 北州会             | 1963年3月13日 | 1965年2月9日  |      |
| 2  | 明石清彦   | 第1議員クラブ      | 1965年2月28日 | 1967年3月30日 |      |
| 3  | 河内定一   | 北州会             | 1967年3月30日 | 1969年2月9日  |      |
| 4  | 大庭勇     | 同志会             | 1969年3月8日  | 1971年5月1日  |      |
| 5  | 松尾武     | 明友会             | 1971年5月8日  | 1973年2月9日  |      |
| 6  | 松尾武     | 自民党             | 1973年2月27日 | 1977年2月9日  |      |
| 7  | 吉田浩明   | 自民党             | 1977年2月25日 | 1981年1月29日 |      |
| 8  | 重田幸吉   | 民社党             | 1981年2月27日 | 1985年2月9日  |      |
| 9  | 浜田順治   | 自民党             | 1985年2月26日 | 1989年2月9日  |      |
| 10 | 平山政智   | 自民党             | 1989年2月23日 | 1991年3月11日 |      |
| 11 | 三村善茂   | 自民党             | 1991年3月12日 | 1993年2月9日  |      |
| 12 | 大坪郁夫   | 民社市民連合       | 1993年2月25日 | 1995年3月16日 |      |
| 13 | 井上勝二   | 自民市民クラブ     | 1995年3月16日 | 1997年2月9日  |      |
| 14 | 武智弘     | 自民市民クラブ     | 1997年2月24日 | 2001年2月9日  |      |
| 15 | 片山尹     | 自民市民クラブ     | 2001年2月23日 | 2005年2月9日  |      |
| 16 | 後藤俊秀   | 自民市民クラブ     | 2005年2月23日 | 2005年3月30日 |      |
| 17 | 中島慎一   | 政新会             | 2005年3月30日 | 2009年2月9日  |      |
| 18 | 佐々木健五 | 自由民主党         | 2009年2月23日 | 2013年2月9日  |      |
| 19 | 三原征彦   | 自由民主党         | 20132月25日   | 2014年12月1日 |      |
| 20 | 戸町武弘   | 自由民主党         | 2014年12月4日 | 2017年2月9日  |      |
| 21 | 井上秀作   | 自由民主党         | 2017年2月22日 | 2019年3月4日  |      |
| 22 | 村上幸一   | 自由民主党         | 2019年3月4日  | 2021年2月9日  |      |
| 23 | 鷹木研一郎 | 自由民主党         | 2021年2月24日 | 2023年10月3日 |      |
| 24 | 田仲常郎   | 自民党・無所属の会 | 2023年10月3日 | 現職          |      |

## 出身者
- 権堂義幸　※旧小倉市議会議員
- 鍛冶清（元衆議院議員、公明党）
- 田村貴昭（衆議院議員、日本共産党）
- 弘友和夫（元参議院議員、公明党）

## 不祥事
- 2019年7月19日 - 日本共産党北九州市議団の柳井誠が、7月19日、福岡県警小倉南警察署に器物損壊容疑で福岡地方検察庁小倉支部に書類送検される。4月下旬に酒に酔った状態で、駐車中の車2台のサイドミラーを破損した容疑によるもの。日本共産党は柳井を除籍処分にし[12]、「みずからが犯した行為への反省もなければ、被害者への謝罪の意思も示していません。どんな理由であれ、他人の物を破損させることは犯罪行為です。有権者の負託をうけた議員として、許されるものではありません。」と柳井に議員辞職を要求した[13]が、柳井は辞職を拒んだ[14]。